# (2849) Шкловский
(2849) Шкловский (лат. Shklovskij) — типичный астероид главного пояса, открыт 1 апреля 1976 года советским астрономом Николаем Черных в Крымской астрофизической обсерватории и 17 февраля 1984 года назван в честь советского астронома Иосифа Шкловского.

## Обнаружение и именование
(2849) Шкловский
Открыт 1 апреля 1976 года в Научном Н. С. Черных.
Назван в честь члена-корреспондента Академии наук СССР, профессора Московского университета и сотрудника Института космических исследований Иосифа Самуиловича Шкловского. Будучи блестящим популяризатором астрономии, также внёс существенный вклад в исследования солнечной короны, галактического радиоизлучения и различных космических объектов.
Оригинальный текст (англ.)2849 Shklovskij
Discovered 1976-04-01 by Chernykh, N. at Nauchnyj.
Named in honor of Iosif Samuilovich Shklovskij, corresponding member of the USSR Academy of Sciences, professor at Moscow University and member of the staff at the Space Research Institute. A brilliant popularizer of astronomy, he has also made substantial contributions to research on the solar corona, galactic radio emission and various cosmic objects.
Источники: DISCOVERY.DB; M.P.C. 8543.

## Орбита

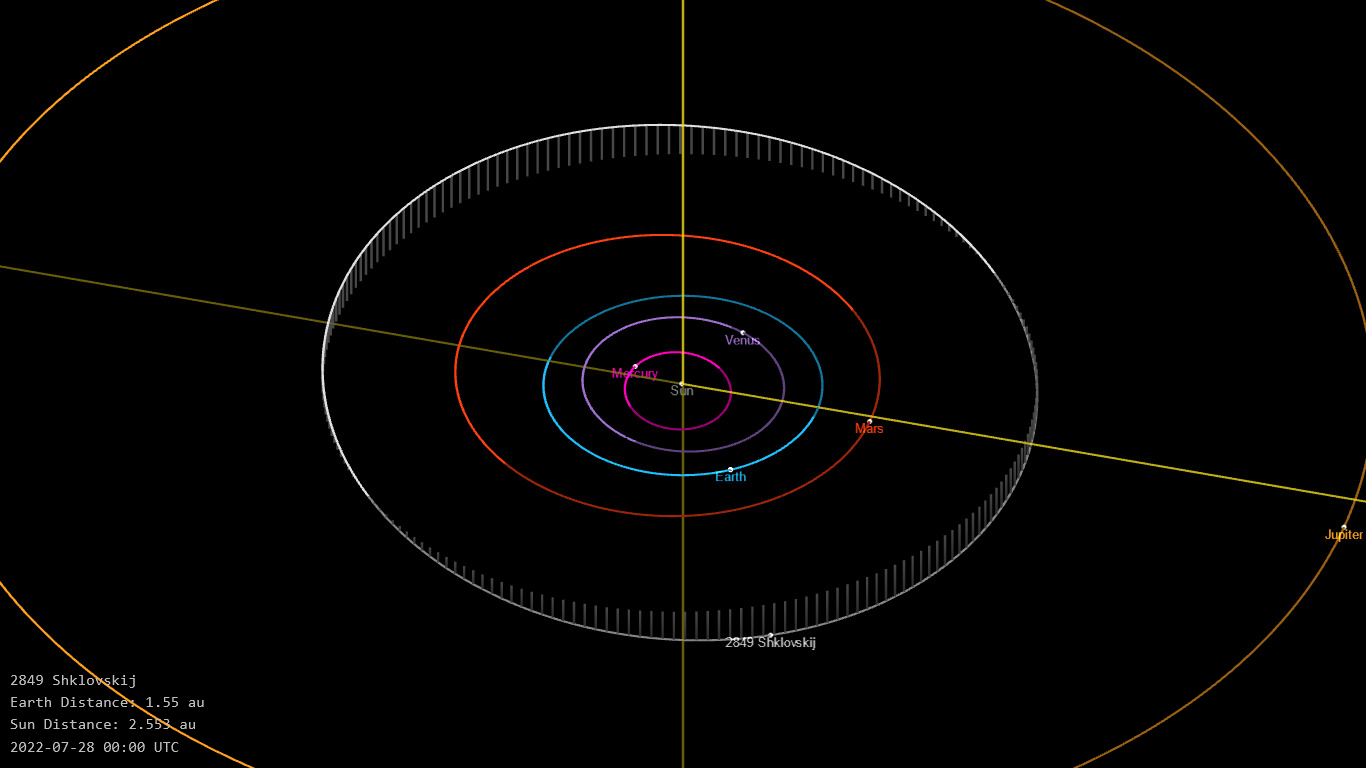
Орбита астероида Шкловский и его положение в Солнечной системе

## Физические характеристики
Из наблюдений телескопа VISTA следует, что астероид относится к таксономическому классу C.
По результатам наблюдений в видимом и ближнем инфракрасном диапазоне космического телескопа NEOWISE и наблюдений в инфракрасном диапазоне спутника Akari диаметр астероида оценивался равным 13,534±0,116 км, 11,69±0,87 км, 9,89±2,11 км и 9,83±2,23 км. Согласно тем же источникам альбедо оценивается как 0,0611±0,0131, 0,108±0,017, 0,12±0,10, 0,10±0,05 и 0,061±0,013.